# TechSnacks
TechSnacks is een Nederlandstalige technologiepodcast sinds 2015 van Raymon Mens en Maarten van Woerkom.
Doorgaans verschijnt er om de week een nieuwe aflevering. Een aflevering bestaat uit vier aan technologie gerelateerde onderwerpen en duurt 40 minuten. Met dit format was TechSnacks de eerste Nederlandse techpodcast met relatief korte afleveringen, die segmentair te beluisteren zijn. Soms worden er tussentijds specials uitgebracht, korte afleveringen over een actueel thema. In de zomermaanden worden in plaats van reguliere afleveringen langere 'Zomerdiners' gepresenteerd met gasten die zelf onderwerpen aandragen. Anno 2018 zijn er meer dan vijftig afleveringen beschikbaar.

## Presentatoren
Raymon Mens is techjournalist en werkt als hoofdredacteur bij de Nederlandse Apple-website onemorething.nl. Maarten van Woerkom werkt als cardiologieverpleegkundige in een academisch ziekenhuis.

## Ontstaan
Raymon Mens en Maarten van Woerkom waren eerder al te horen in de Nederlandstalige podcast OMT café waar ze het werk van de reguliere presentatoren in de zomermaanden overnamen. De naam werd dan omgedoopt tot OMT zomercafé. Tijdens het maken van deze podcasts voor de website onemorething.nl, is het idee voor de TechSnacks podcast ontstaan en kort daarna tot uitvoering gebracht. De eerste aflevering van TechSnacks was een pilot en verscheen op 19 januari 2015.

## Trivia
TechSnacks was in 2018 een van de zes podcasts die live een aflevering maakte op het eerste podcastfestival van Nederland, georganiseerd door Tweakers.net. Sinds juni 2019 zijn de uitzendingen gestaakt wegens andere prioriteiten van beide presentatoren. 
.